# Petite Rivière (Deshaies)
Pour les articles homonymes, voir Petite Rivière.
La Petite Rivière est un cours d'eau de Basse-Terre en Guadeloupe se jetant dans la mer des Caraïbes.

## Géographie
Longue de 3,5 km, la Petite Rivière prend sa source à environ 640 mètres d'altitude au Piton Grand Fond. Elle est alimentée par les eaux de différentes petites ravines et se jette dans l'anse Ferry.
Le cours d'eau arrose Deshaies.

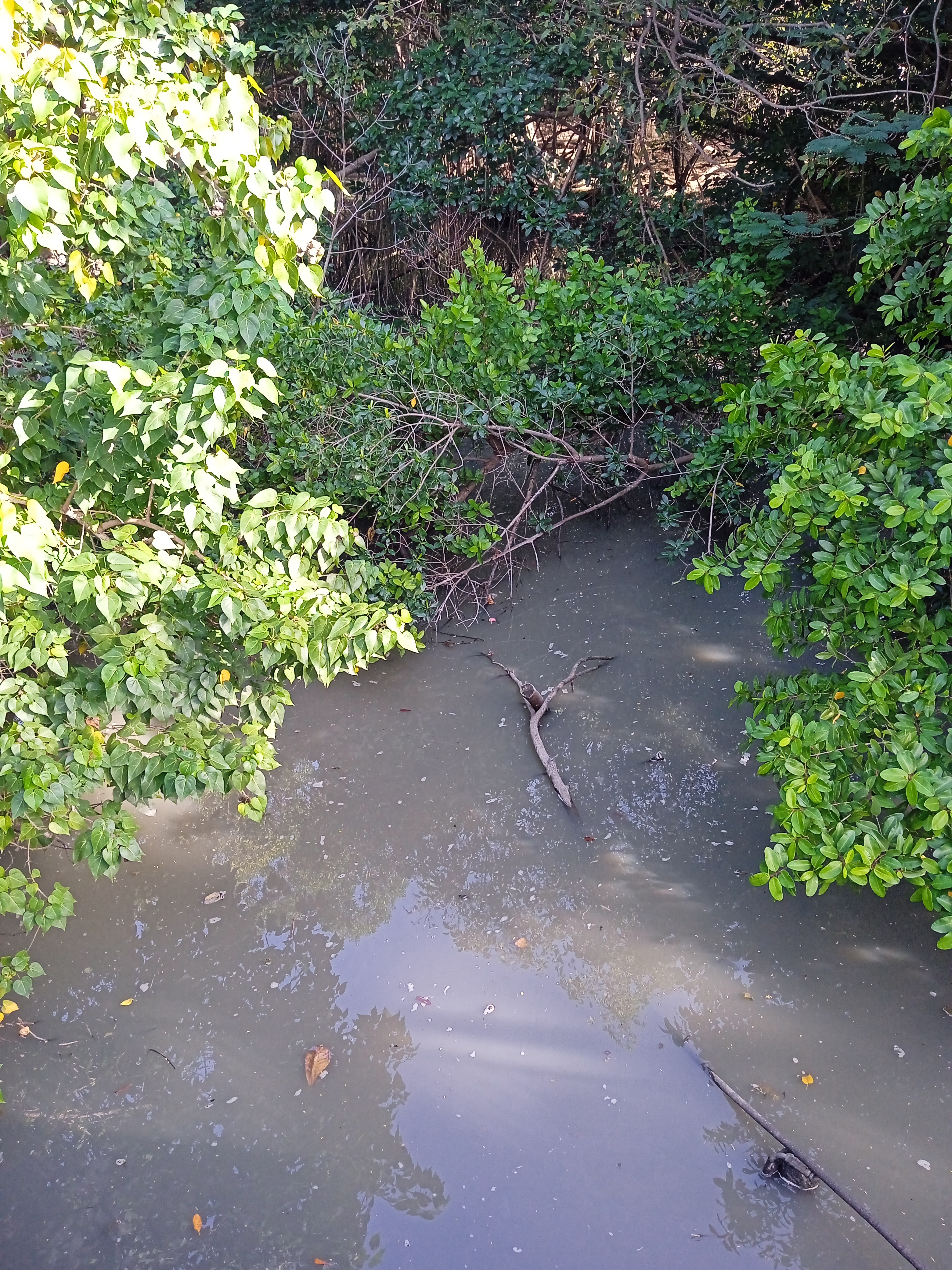
Petite Rivière.
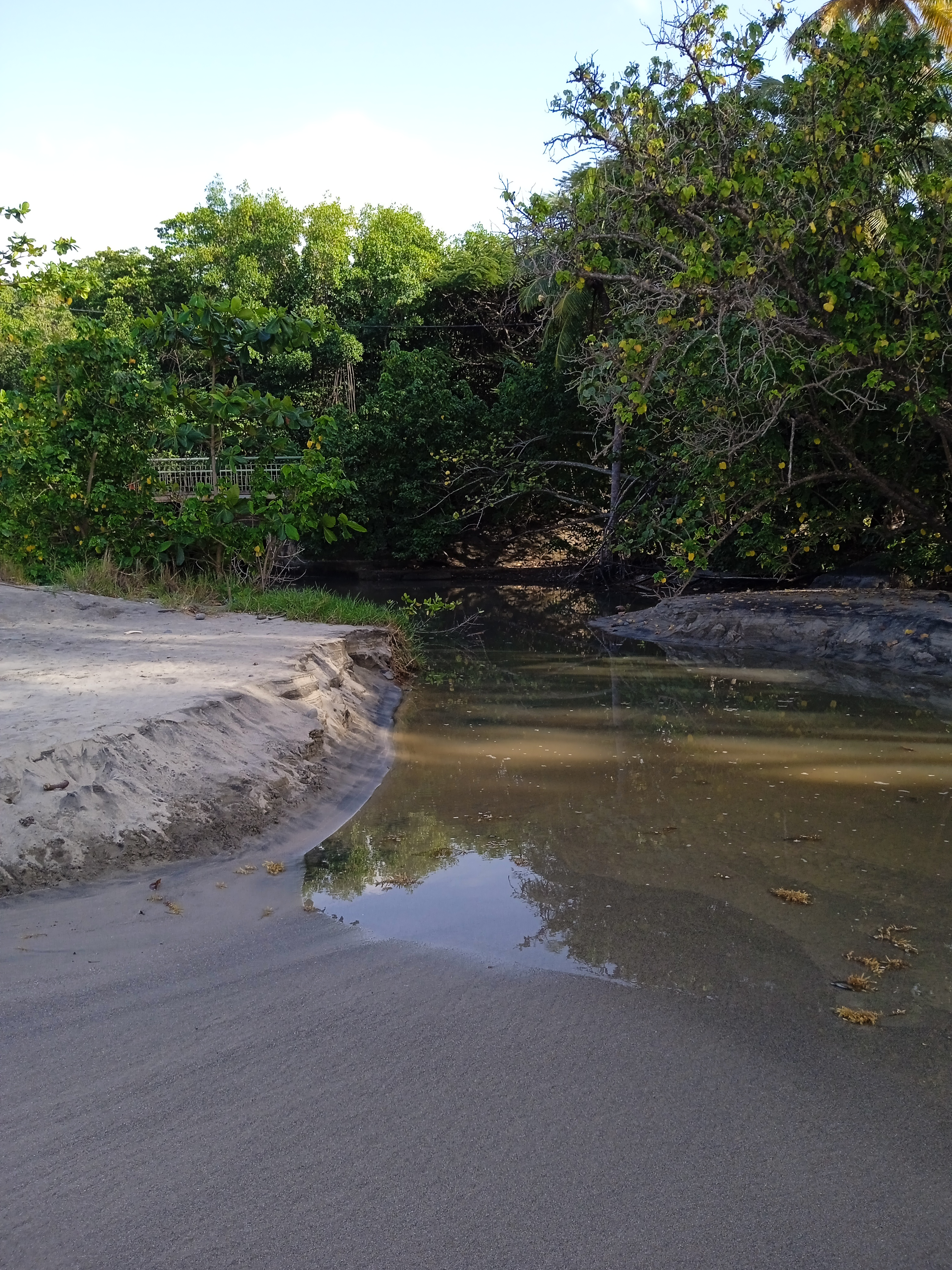
Embouchure de la Petite Rivière.